# Jacek Czajewski
Jacek Czajewski (ur. 21 czerwca 1936 w Warszawie, zm. 1 lutego 2017 tamże) – polski specjalista z dziedziny elektrotechniki i miernictwa elektrycznego, profesor nadzwyczajny Politechniki Warszawskiej, jachtowy kapitan żeglugi wielkiej i działacz żeglarski.

## Życiorys

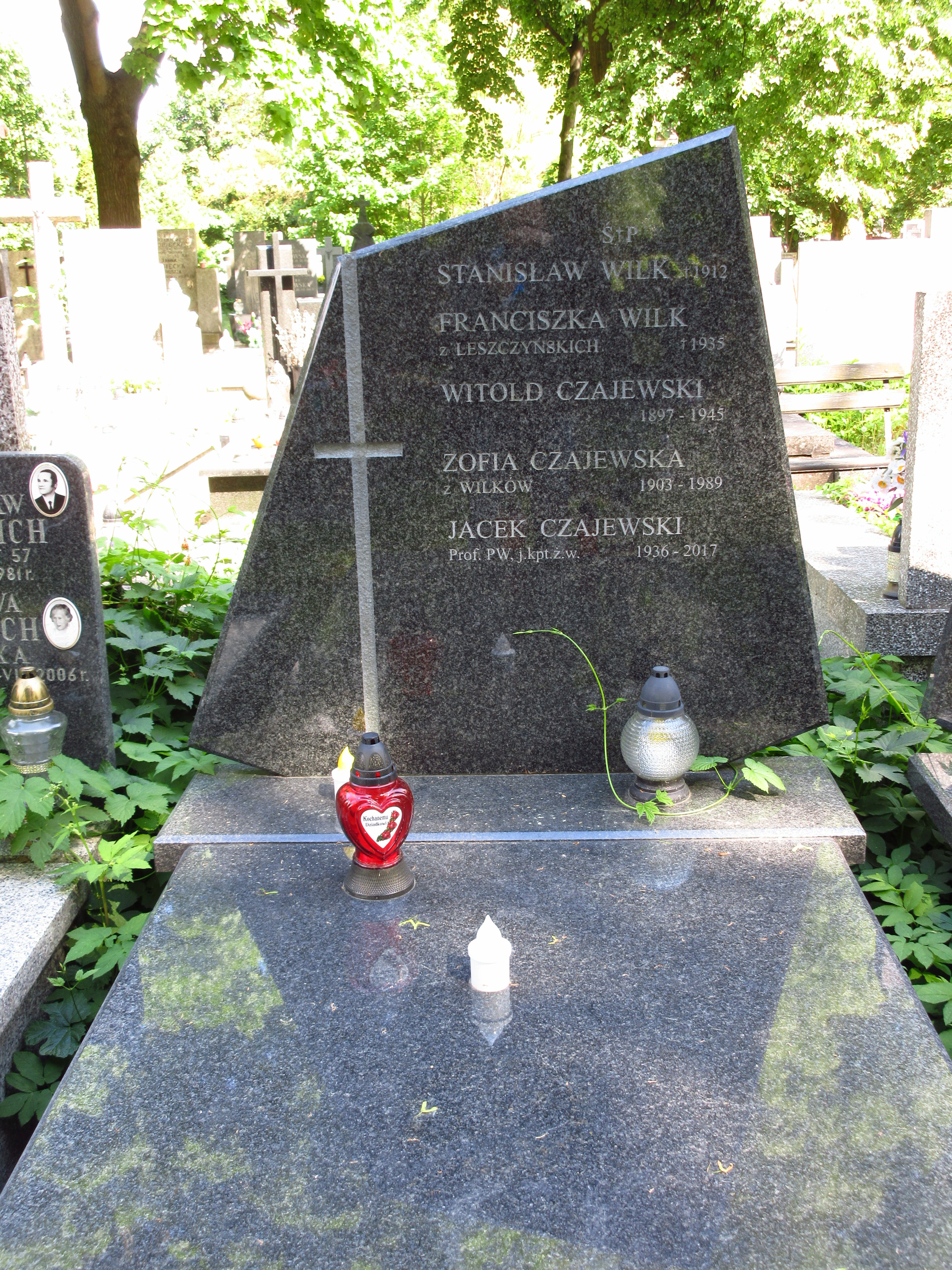
Grób profesora Jacka Czajewskiego na cmentarzu Bródnowskim

Był synem prawnika. W czasie okupacji niemieckiej podczas II wojny światowej mieszkał w sąsiedztwie warszawskiego getta, był również cywilnym uczestnikiem powstania warszawskiego. Jego przyrodni brat Zbigniew Czajewski był działaczem Armii Krajowej, został aresztowany i zamordowany przez Niemców.
Od 1949, Jacek Czajewski uprawiał żeglarstwo. Był jachtowym kapitanem żeglugi wielkiej. Brał między innymi udział w rejsie żaglowcem STS Pogoria wokół Afryki do Indii i Sri Lanki w latach 1983–1984, w ramach tzw. Szkoły pod Żaglami. Był instruktorem, autorem kilkunastu publikacji książkowych i podręczników dla żeglarzy, a także recenzentem literatury marynistycznej. Zasiadał w Jury Nagrody „Żagli” im. Leonida Teligi.
Był absolwentem Wydziału Elektrycznego Politechniki Warszawskiej. Po skończeniu studiów pozostał na uczelni jako pracownik naukowy. Specjalizował się w elektrotechnice, metrologii elektrycznej i pomiarach wielkości nieelektrycznych. Był profesorem nadzwyczajnym Politechniki Warszawskiej, dziekanem Wydziału Elektrycznego. Pochowany na cmentarzu Bródnowskim (kwatera 45E-VI-10).

## Publikacje
Zawodowe
- Czajewski J., Poniński M. – Zadania z miernictwa elektrycznego. WPW  1967, 1969
- Czajewski J., Poniński M. – Zbiór  zadań z  miernictwa  elektrycznego. PWN 1971, 1974
- Czajewski J., Poniński M. – Zadania  z  metrologii  elektrycznej. WPW 1978, 1982, 1983, 1992
- Czajewski J., Poniński M. – Zbiór zadań z metrologii elektrycznej. WNT 1995, 2000
- Czajewski  J. – Chemotronika. WNT 1973
- Czajewski  J. – Kemotronika.  Müszaki  Könyvkiadö,  Budapest 1978
- Czajewski  J. – Własności  elementów  solionowych  i  ich  wykorzystanie do pomiarów temperatury. WPW 1977
- Chwaleba A., Czajewski  J., Poniński  M.,  Siedlecki  A. – Miernictwo elektryczne. WPW 1979
- Chwaleba A., Czajewski J., Poniński M., Siedlecki A. – Zarys metrologii elektrycznej. WPW 1989, OWPW 1997
- Chwaleba A., Czajewski J. – Przetworniki pomiarowe wielkości fizycznych. OWPW 1993
- Chwaleba A., Czajewski J. – Przetworniki pomiarowe i defektoskopowe. OWPW 1998
- Praca   zbiorowa,   współautorstwo – Encyklopedia   Podstawy Techniki. PWN 1994
- Praca  zbiorowa,  współautorstwo – Nowa  Encyklopedia  Powszechna (6-tomowa) PWN 1995
- Czajewski J., Czajewski W. – Podstawy miernictwa – podręcznik multimedialny. OKNO 2003,  2004
- Czajewski J. – Podstawy metrologii elektrycznej. OWPW 2003, 2004, 2008

Żeglarskie
- Czajewski J. – Radionawigacja. SiT 1978, 1985
- Czajewski J. – Żagle wracają na oceany. KAW 1984
- Czajewski J. – Nawigacja Żeglarska. WKiŁ 1985, 1986
- Czajewski J. – Szkoła pod żaglami. KAW 1984
- Czajewski J. – Meteorologia żeglarska. WKiŁ 1988, 2004
- Czajewski J. – Locja śródlądowa i morska. WKiŁ 1991
- Czajewski J. – Locja dla żeglarzy. Almapress 2009
- Praca  zbiorowa,  redakcja  i  współautorstwo  – Encyklopedia Żeglarstwa. PWN 1996
- Czajewski J. – Manewrowanie  dużymi żaglowcami. Almapress 1997
- Czajewski J. – Morskie opowieści. OWPW 2000, Wielki Błękit 2009
- Czajewski J. – Meteorologia  dla żeglarzy. Almapress  1997, 2001, 2006, 2010
- Czajewski  J.,  Dziewulski  J.,  Tulo-Dziewulska  M. – Manewrowanie jachtem żaglowym. Jacht  pod żaglami. Almapress 1998
- Praca   zbiorowa,   współautorstwo – Manewrowanie jachtem żaglowym. Almapress 2004
- Czajewski J. – Nawigacja dla żeglarzy. Almapress 2002, 2007, 2011
- Czajewski J. – Etykieta żeglarska. KOZŻ 2002
- Czajewski  J. – Podręcznik etykiety żeglarskiej. Wielki  Błękit 2009
- Praca  zbiorowa,  współautorstwo  – Etyczne  paradygmaty żeglarstwa. KKiE PZŻ 2009
- Współautorstwo – Opowieści wiatru i morza. Navigare 2009
- Czajewski J. – Astronawigacja dla żeglarzy. Almapress 2010
- Czajewski J. (redakcja) – Morze i żagle w poezji polskiej. Antologia. OW Miniatura 2010
- Czajewski J. – Wspomnienia 1939 – 1960. Tempus Fugit 2011
- Czajewski J. – Niezbędnik żeglarza. Śródlądowe znaki, światła i sygnały nawigacyjne. Almapress 2011